# Tranosemella coxalis
Tranosemella coxalis är en stekelart som först beskrevs av Carl Gustav Alexander Brischke 1880.  Tranosemella coxalis ingår i släktet Tranosemella och familjen brokparasitsteklar. Inga underarter finns listade i Catalogue of Life.